# Ruta Nacional 39 (Colombia)
La Ruta Nacional 39 fue una ruta colombiana de tipo troncal que iniciaba en el sitio de Petaqueros (municipio de Fresno), departamento del Tolima saliendo de la Ruta Nacional 50 y finalizaba en el municipio de Pensilvania ,departamento de Caldas. Era una ruta que conectaba los municipios del centro-oriente de Caldas con la Ruta Nacional 50 y de ahí con el resto del país. 

## Antecedentes
La ruta fue establecida en la Resolución 3700 de 1995 y eliminada por la Resolución 339 de 1999 donde sus tramos ahora forman parte de la Red Vial Secundaria de los departamentos de Caldas y Tolima manteniendo la misma nomenclatura.        

## Descripción de la Ruta
La ruta estaba dividida de la siguiente manera:

### Ruta eliminada o anterior[1]
| Código | Tipo  | Recorrido                | Situación Actual |
| ------ | ----- | ------------------------ | --- |
| 3901   | Tramo | Petaqueros - Pensilvania | - 3901 Carretera Secundaria Departamental (Petaqueros - Manzanares) - 3902 Carretera Secundaria Departamental (Manzanares - Pensilvania) |
| 39CL01 | Ramal | Ramal a Bolivia          | - 39CL01 Carretera Secundaria Departamental                                                                                              |

## Municipios
Las ciudades y municipios por los que recorre la ruta son los siguientes (fondo azul: recorrido actual; Fondo gris: recorrido anterior o propuesto; texto en negrita: recorre por el casco urbano; texto azul: Ríos):
| Tramo | Municipio   | Recorrido | Departamento |
| ----- | ----------- | --- | ------------ |
| 3901  | Fresno      | Petaqueros (Cruce 5006 ); Río Guarinó. | Tolima       |
| 3901  | Manzanares  | Campo Alegre (Acceso 17784 a Aguabonita y acceso 17782 a Marquetalia), Llanadas (Acceso 17780 a Las Mercedes); La Esmeralda; Manzanares (Acceso 39CL02 a Marulanda); Cruce Manzanares (Acceso 5201 a Marquetalia); Río La Miel. | Caldas       |
| 3901  | Pensilvania | La Quiebra (Acceso 39CL01 a Bolivia); San Miguel; La Rioja (Acceso a La Esperanza); San Pablo (Acceso); San José (Acceso); Pensilvania.                                                                                         | Caldas       |

## Concesiones y proyectos
Actualmente la ruta no posee kilómetros entregados en Concesión para su construcción, mejoramiento y operación.